# VI Recenseamento Geral da População de Portugal
O VI Recenseamento Geral da População Portuguesa foi realizado em 1 de Dezembro de 1920 e, segundo este, éramos 6 039 991 habitantes.